# Little Tey
Little Tey – wieś w Anglii, w hrabstwie Essex, w dystrykcie Colchester. Leży 25 km na północny wschód od miasta Chelmsford i 74 km na północny wschód od Londynu.